# Neoclides cordifer
Neoclides cordifer är en insektsart som först beskrevs av Ludwig Redtenbacher 1908.  Neoclides cordifer ingår i släktet Neoclides och familjen Diapheromeridae. Inga underarter finns listade i Catalogue of Life.